# Амин ал-Хусейни
Муха̀мед Амин ал-Хусе́йни (на арабски: محمد أمين الحسيني) е главен мюфтия на Ерусалим от 1921 до 1948 г. Родом от палестински произход, той е свиреп антиционист, отявлен привърженик на национал-социализма, борил се срещу създаването на еврейска държава на територията на Палестина.

## Младежки години
Хусейни се ражда в Йерусалим през 1895 (според други източници през 1893) г. Посещава Университета „Ал-Азхар“ В Кайро, където основава антиционистки кръг и учи ислямско право една година. През 1913 г. отива в Мека. До Първата световна война изучава администрация в Истанбул.
С избухването на войната е мобилизиран в османската армия като артилерийски офицер. През ноември 1916 напуска Османската армия и се връща в Йерусалим, където остава до края на войната. След като Великобритания взема мандата за управление на Палестина и Сирия, той започва работа в администрацията.
През 1919 г. започва да посещава Общо-сирийския конгрес в Дамаск, където подкрепя емир Фейсал за крал на Сирия. Същата година се присъединява (вероятно основава) тайното общество Арабски клуб (El-Nadi al-Arabi) и пише статии за първия вестник, основан в Палестина „Южна Сирия“ (Suriyya al-Janubiyya).
До края на 1921 съсредоточава усилията си към пан-арабизма и създаването на Велика Сирия, като счита Палестина за южна сирийска провинция. Борбата за Велика Сирия се проваля, след като Британия дава мандата за управление на Сирия и Ливан на Франция през 1920. Френската армия влиза в Дамаск, крал Фейсал е свален, идеята за Велика Сирия умира.
След тези събития променя възгледите си от ориентиран към Дамаск панарабски националист към специфична палестинска идеология, ориентирана към Йерусалим и премахването на евреите и чужденците от Палестина.

## Втора световна война
Емигрира в Германия през 1941 г., веднага след потушеното пронацистко въстание в Ирак. Дава съвети на Хайнрих Химлер за „решаване“ на „еврейския проблем“. В Университета на Щутгарт са открити документи, показващи негов план за изпращане на 500 000 евреи след войната в Палестина за доунищожаване.
В Берлин се поставя в услуга на хитлеристката пропаганда и се заема да вербува мюсюлмани (главно бошняци) за специалните войски на СС (Waffen SS) през 1943 г., най-вече в организирането на 13-и СС корпус „Ятаган“ („Handschar“ на турски, „خنجر“ на арабски), наброяващ 21 065 бойци и създаден предимно за борба с партизаните на Балканите от февруари 1944 г.

## След войната
След края на войната срещу него не са повдигнати никакви обвинения поради опасенията на англичаните, че съдебен процес срещу толкова висш религиозен водач би отприщил вълнения в ислямските държави. В края на живота си живее предимно в Бейрут, Ливан.
Преди смъртта си написва писмо до правителството на Израел с молба да се завърне в Ерусалим, за да умре в родния си град, но молбите му са отхвърлени.